# Dama dworu

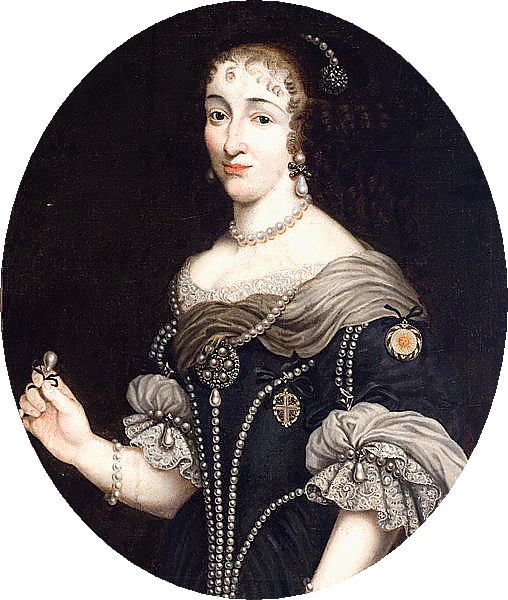
Portret Klary Izabelli Pacowej, damy dworu królowej Polski Ludwiki Marii

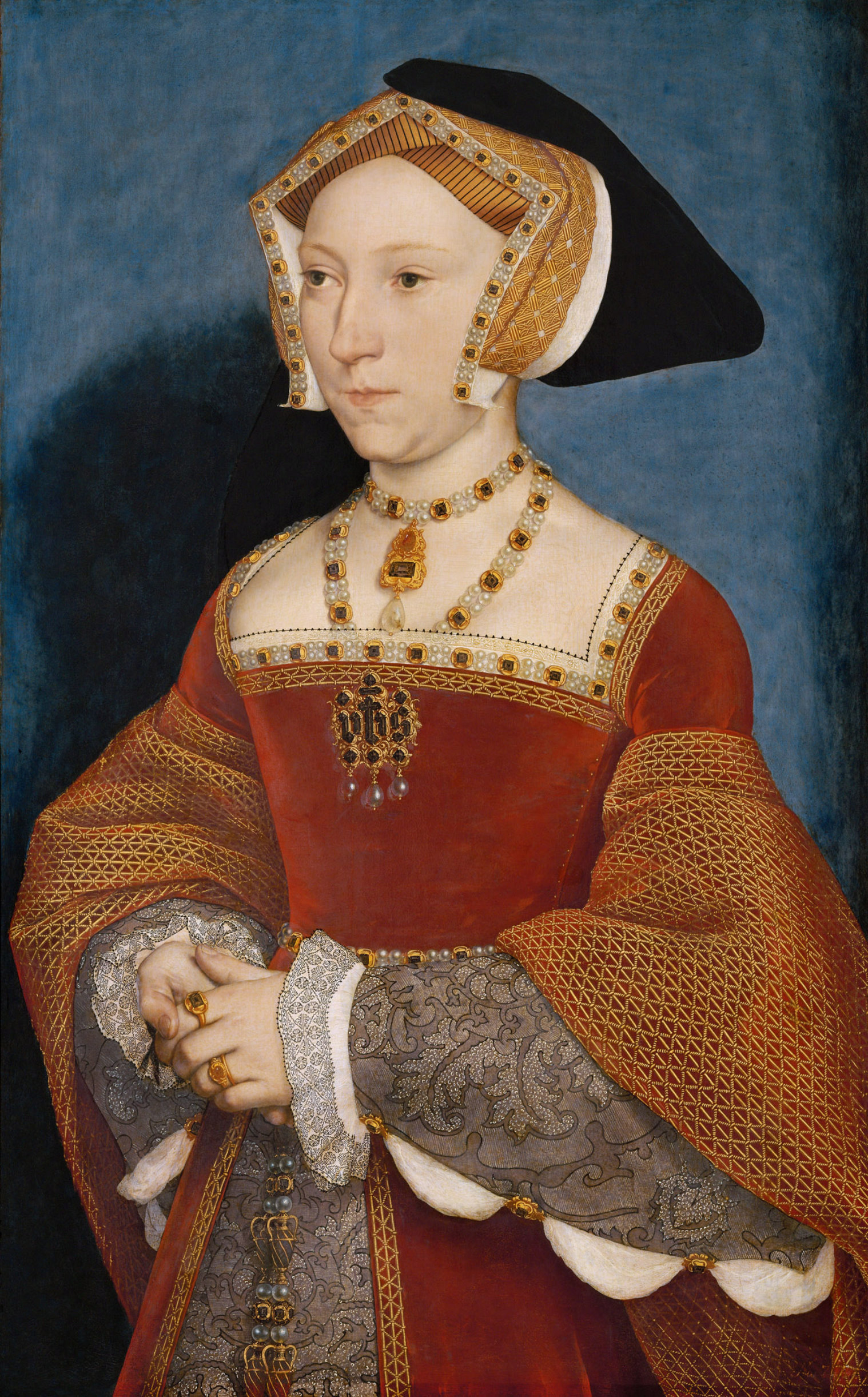
Portret Jane Seymour, damy dworu Katarzyny Aragońskiej, a następnej Anny Boleyn, późniejsza królowa Anglii

Dama dworu, także dworka lub dwórka, panna dworska – kobieta należąca do świty dworskiej żony lub córki władcy albo wysoko postawionej arystokratki. Powinna pochodzić ze szlacheckiego rodu. Jej zadaniem jest m.in. usługiwanie królowej czy księżnej przy oficjalnych okazjach.

## Polska
Służbą żeńską na polskim dworze królewskim zarządzała ochmistrzyni, która była jednocześnie przełożoną dam dworu.
Dwory magnackie, a zwłaszcza dwór królewski, były w XVI–XVIII wieku ważnym miejscem wykształcenia przyjmowanych jako dwórki młodych, dobrze urodzonych dziewcząt. Szczególnie istotną rolę edukacyjną odegrały dwory królowych Ludwiki Marii Gonzagi i Marii Kazimiery, a także dwór Jadwigi Elżbiety, żony królewicza Jakuba Sobieskiego.
Damami dworu polskich królowych były m.in.:
- Rozyna Małgorzata von Eckenberg
- Maria Kazimiera d’Arquien, późniejsza królowa Polski
- Klara Izabella Pacowa
- Elżbieta Helena Sieniawska